# Bandera de Foradada
La bandera oficial de Foradada (Noguera) té la següent descripció
Bandera apaïsada, de proporcions dos d'alt per tres de llarg, de porpra, amb el segon terç vertical groc, carregat a dalt, al centre, i a 1/4 de la vora superior, amb una creu grega patent negra, d'alçària 1/6 de la del drap; i a baix, també al centre i a 1/4 de la vora inferior, amb un quadrat porpra de la mateixa alçària de la creu.
Va ser aprovada en el ple de l'ajuntament del 8 de febrer de 2002, i publicat en el DOGC l'1 d'agost de 2002.